# یواس‌اس دویل سی بارنز (دی‌ای-۳۵۳)
یواس‌اس دویل سی بارنز (دی‌ای-۳۵۳) (به انگلیسی: USS Doyle C. Barnes (DE-353)) یک کشتی بود که طول آن 306 ft (93 m) بود. این کشتی در سال ۱۹۴۴ ساخته شد.